# داویس اینترتینمنت
داویس اینترتینمنت (انگلیسی: Davis Entertainment) (همچنین با نام شرکت سرگرمی دیویس نیز شناخته می‌شود) یک شرکت تولید فیلم و تلویزیون آمریکایی است که توسط جان دیویس در سال ۱۹۸۴ تأسیس شد.